# Данг Цю
Данг Цю (нім. Dang Qiu, 29 жовтня 1996) — професійний німецький настільний тенісист китайського походження. Чемпіон Європи 2021 в міксті та у складі збірної Німеччини. Чемпіон Європи 2022 в одиночному розряді. Багаторазовий чемпіон Німеччини в одиночному та парному розрядах. Перший гравець збірної Німеччини з настільного тенісу, який грає у стилі пенголд.